# Casa Wabi
Fundació Casa Wabi és una organització sense ànim de lucre que fomenta la col·laboració i el compromís social a través de les arts i l'intercanvi cultural entre artistes residents i la comunitat local. La seu principal, la Casa Wabi, s'ubica la costa d'Oaxaca, a Puerto Escondido. Actualment la fundació opera dos projectes de residències, a la Casa Wabi i a Casa Na-No a Tokyo, i dos espais expositius, un també a Casa Wabi i l'altre a Santa María, la seu a la Ciutat de Mèxic.

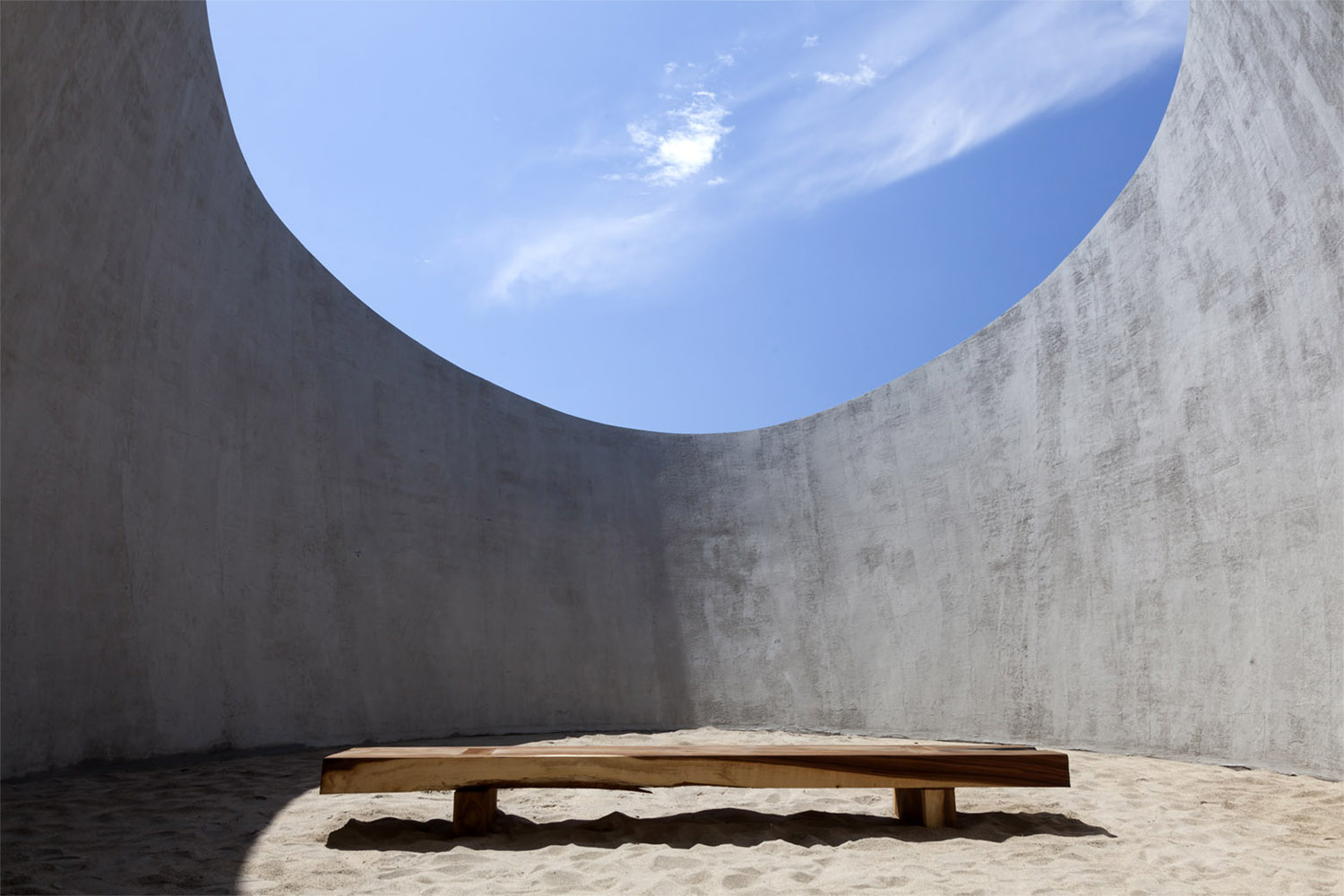
L’ Observatori, un dels llocs per meditar de la casa. La seva forma inspira el logotip de la fundació.

## Història
Creada el 2014 per iniciativa de l'artista mexicà Bosco Sodi, la fundació pren el nom del concepte "Wabi-Sabi" el qual representa una visió del món centrada en l'acceptació d'allò efímer i la imperfecció. Sota aquest concepte, l'arquitecte Tadao Ando, guanyador d'un premi Pritzker el 1995, va dissenyar la seu principal.
Originalment, el projecte es va plantejar com un programa de residències artístiques, però s'han anat sumant altres activitats com un taller de fang, un taller de projecció de cinema, un programa d'exhibicions per un any, una biblioteca mòbil i el vincle directe amb institucions educatives i la població local.

## Arquitectura
La Casa Wabi, són 130 hectàrees de laboratori artístic, situat al davant de l'oceà Pacífic a pocs metres de la muntanya. El recinte va ser dissenyat per l'arquitecte Tadao Ando i un dels pavellons per Álvaro Siza. És una arquitectura minimalista, de gran simbolisme i camuflada entre la naturalesa que reuneix dormitoris, estudis, una sala d'exposicions, un altre de projeccions, zones de trobada i espais per a la meditació. A l'interior, 300 metres de mur recorren l'espai i són la columna vertebral de la casa. L'arquitectura fomenta la introspecció profunda en un mateix. Aquest caràcter monàstic també el determina el contrast amb la comunitat, l'staff i la marginalitat de la zona.

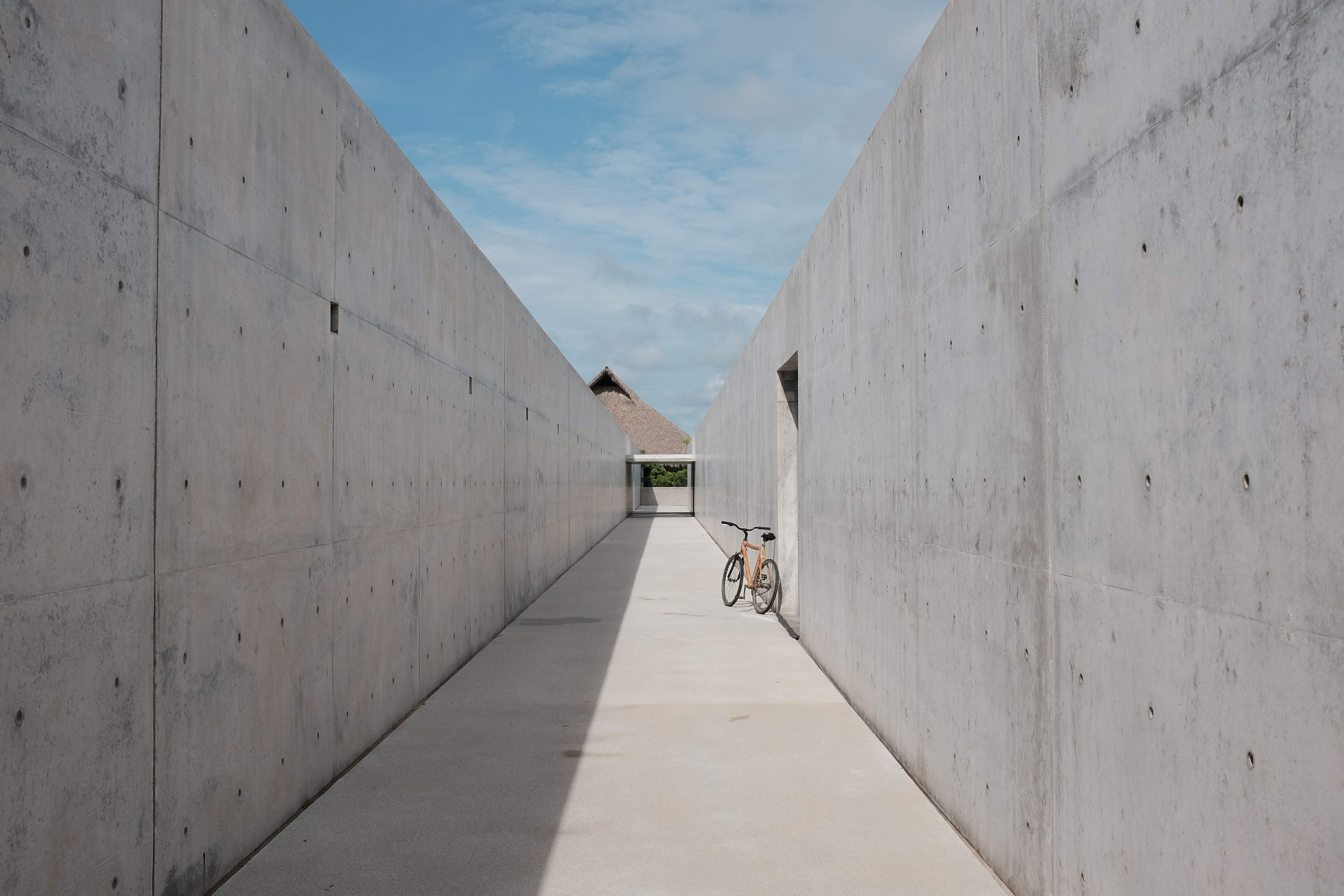
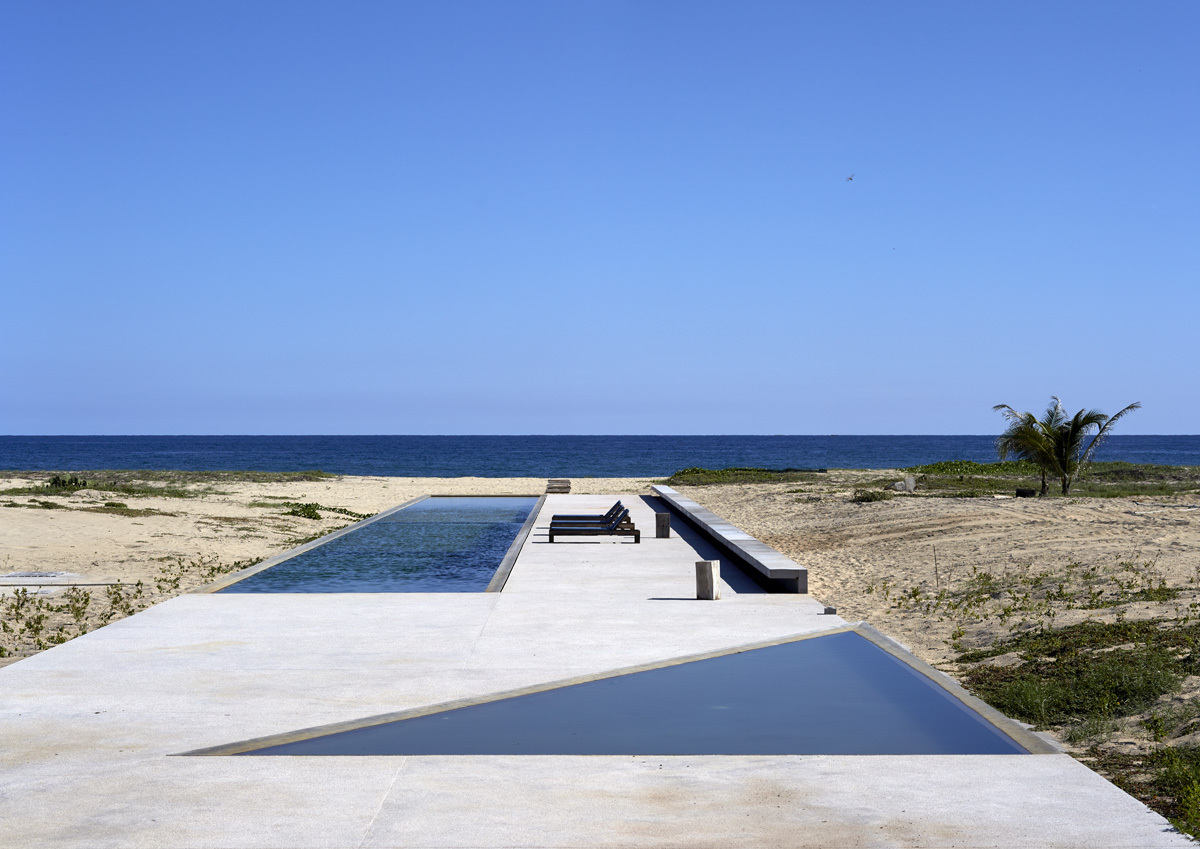
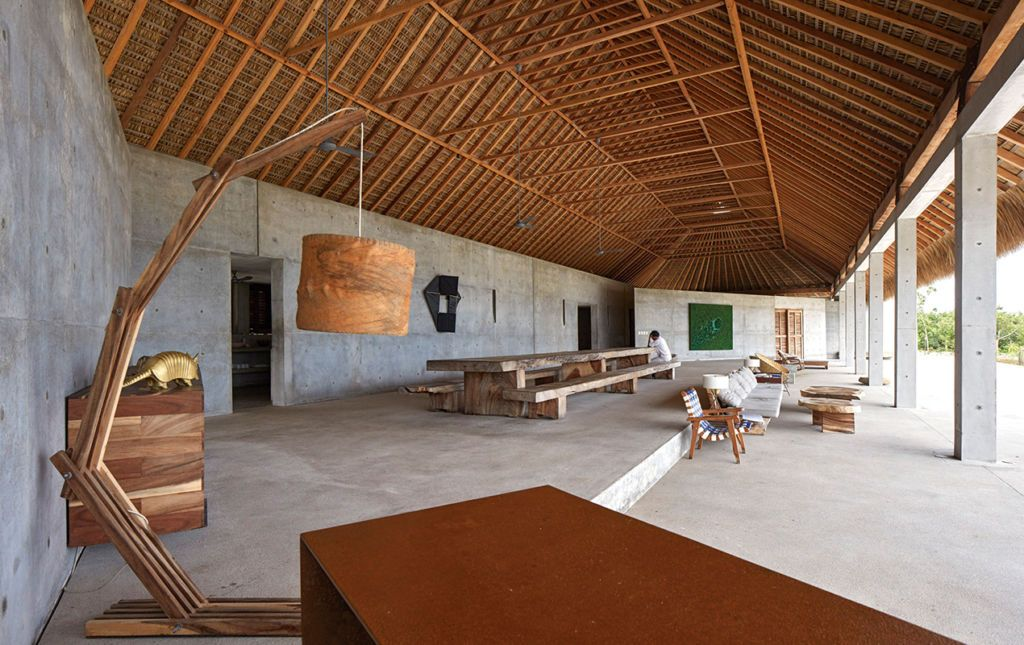
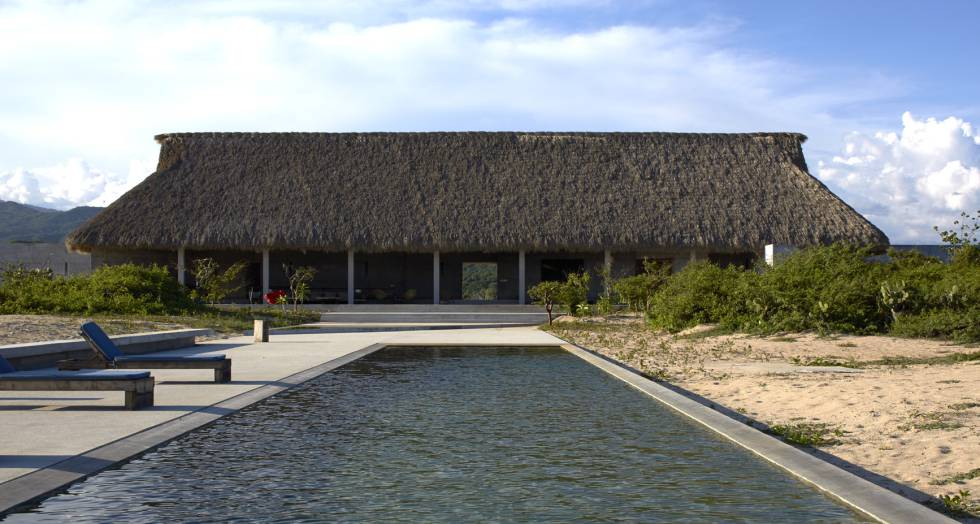
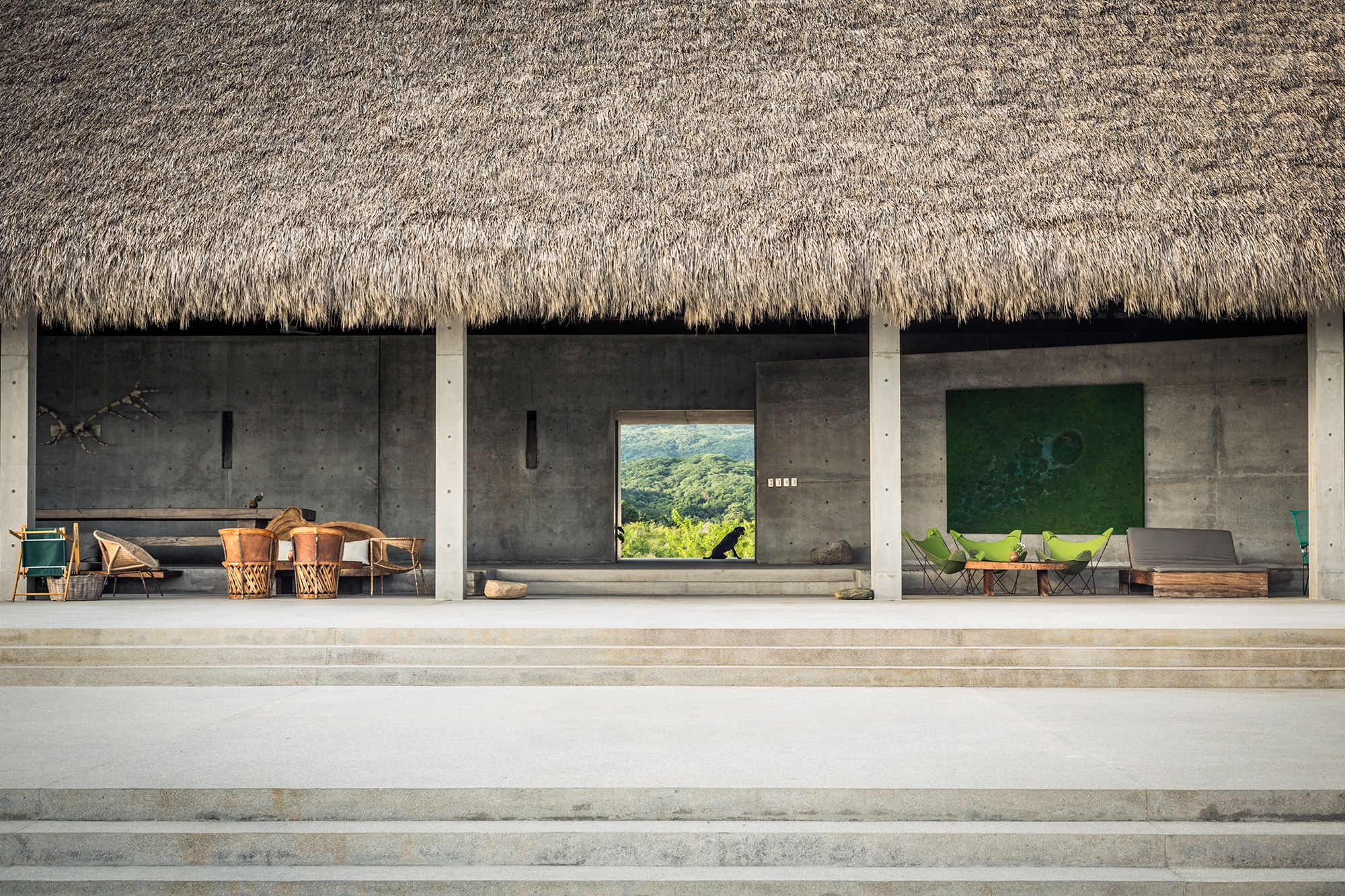